# Українські екзоніми
Нижче наведено перелік українською мовою екзонімів для місць у Європі. Зауважте, що цей список містить лише назви, які суттєво відрізняються від місцевого топоніма.

## Албанія
- Tiranë Тирана /Тирана

## Австрія
- Wien Відень/Відень

## Білорусь
- Брест Берестя/Берестя
- Минск Мінськ/Мінськ
- Могилев Могилів/Могилів
- Пинск Пінськ /Пінськ

## Китай (Народна Республіка)
- BeijingПекін/Пекін

## Хорватія
- Beli Manastir Білий Монастир/ Білий Монастир
- Hrvatska Kostajnica  Хорватська Костайниця/Хорватська Костайниця
- Іванець Іванець/Іванець
- Novi Vinodolski Новий Винодольський/Новий Винодольський

## Данія
- København Копенгаген/Гума

## Франція
- Paris Париж/Париж

## Італія
- Firenze Флоренція / Флоренція
- Genova Генуя/Генуя
- Milano Мілан/Мілан
- Napoli/Неаполь
- Roma Рим/Рим
- TorinoТурин/Турин

## Молдавія
- Alexeevca Олексіївка/Олексіївка
- Anenii Noi Нові Анени/Нові Анени
- Brătușeni Братушани/Братушани
- Brătușenii Noi Нові Братушани/Нові Братушани
- Briceni Бричани /Бричани
- Bucovăț Биковець/Биковець
- Camenca Кам'янка/Кам'янка
- Chişinău Кишинів /Кишинів
- Dnestrovsc Дністровськ/Дністровськ
- Edineț Єдинці / Єдинці
- Ocnița Окниця/Окниця
- Orhei Оргіїв /Оргіїв
- Rîbnița Рибниця / Рибниця
- Soroca Сороки/Сороки
- Tighina Бендери /Бендери

## Польща
- Augustów Августів/Августів
- Białystok Білосток/Білосток
- Хелм Холм/Холм
- Дрогичин Дорогочин/Дорогочин
- Hrubieszów Грубешів/Грубешів
- Janów Lubelski Янів-Любельський/Янів-Любельський
- Kock Коцьк/Коцьк
- Kraków Краків/Краків
- Краснистав Красностав/Красностав
- Łódź Лодзь/ Лодзь
- Lubartów Любартів/Любартів
- Łuków Луків/Луків
- Międzyrzec Podlaski Межиріччя/Межиріччя
- Перемишль Перемишль/Перемишль
- Rzeszów Ряшів/Ряшів
- Тарногруд Терногород /Терногород
- Tomaszów Lubelski Томашів/Томашів
- Тишовец Тішівці / Тішівці
- Ustrzyki Dolne Устрики-Долішні/Устрики-Долішні
- Włodawa Володава/Володава
- Zamość Замостя/Замостя

## Португалія
- Lisboa Лісабон /Лісабон

## Румунія
- Bălcăuţi Балківці / Балківці

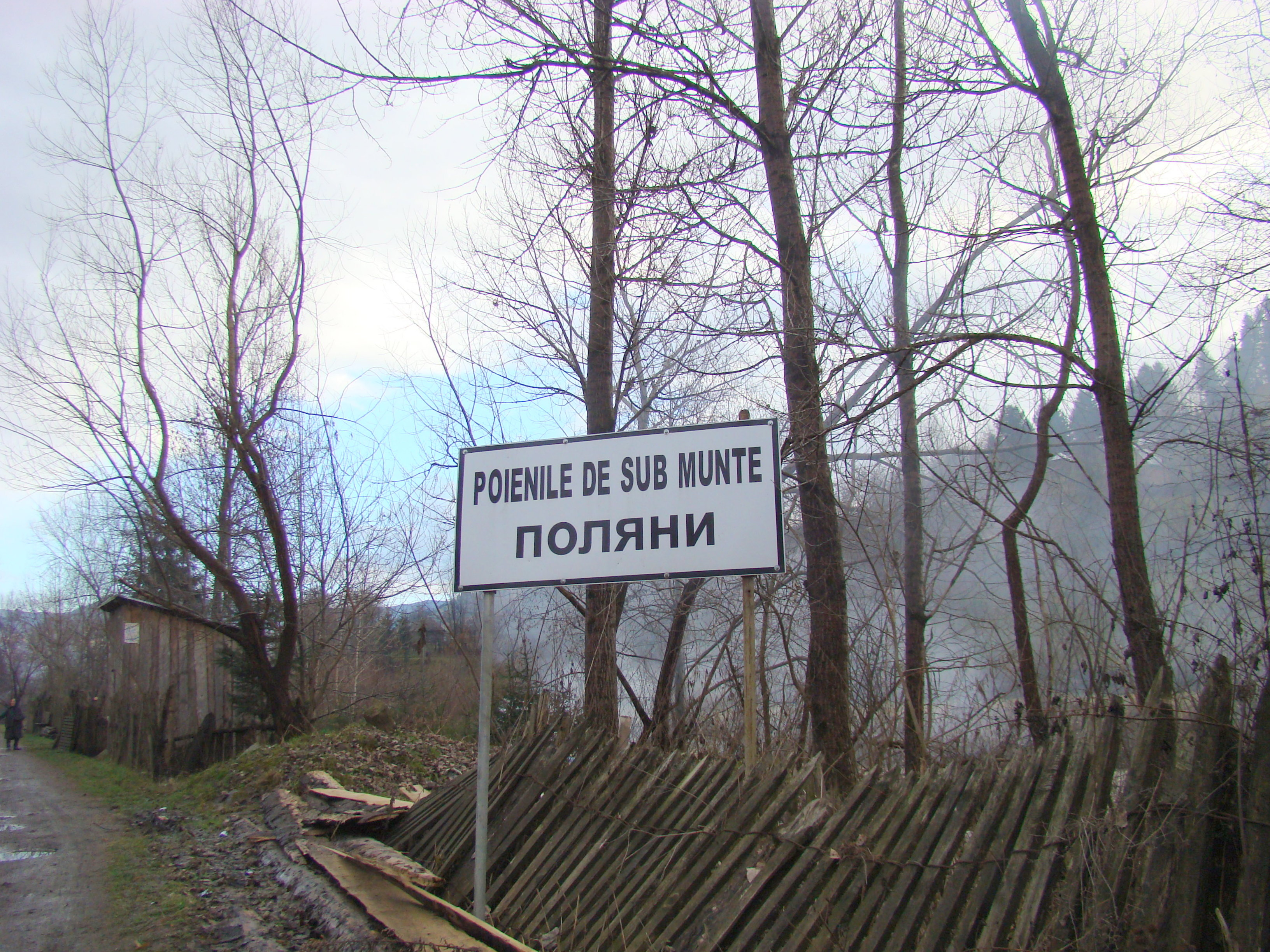
Poienile de sub Munte Поляни/Поляни

- Bocicoiu Mare Великий Бичків/Великий Бичків
- București Бухарест/Бухарест
- Coștiui Костіль/Костіль
- Crăciunești Кричунів/Кричунів
- Crasna Vișeului Вишівська Красна/Вишівська Красна
- Lunca la Tisa Луг над Тисою/Луг над Тисою
- Poienile de sub Munte Поляни/Поляни
- Remeți Ремета/Ремета
- Repedea Кривий/Кривий
- Rona de Sus Вишня Рівня/Вишня Рівня
- Ştiuca Щука / Щука
- Tisa Миків/Миків
- Tulcea Тулча /Tulcha
- Valea Vișeului Вишівська Долина/ Вишівська Долина
- Vișeu de Jos Вишово-Нижнє/Вишово-Нижнє
- Vişeu de Sus Вишово-Вижнє/Вишово-Вижнє

## Російська Федерація –
- Білгород Білгород/Білгород
- Краснодар Катеринодар/Катеринодар(історичний)
- Курськ Курськ/Курськ
- Набережные челны Набережні Човни /Набережні човни
- Воронеж Вороніж/Вороніж
- Ростов-на-Дону Ростів/Ростів(історичний)
- Саратов Саратів /Саратів(історичний)

## Сербія
- Beograd Белград/Белград
- Kragujevac Крагуєват /Крагуєваць
- Новий Сад Новий Сад/Новий Сад
- Subotica Суботиця / Суботиця

## Словаччина
- Haniska Ганиська/Ганиська
- Krásny Brod Красний Брід/Красний Брід
- Пряшів Пряшів/Пряшів
- Veľký Šariš Великий Шариш/Великий Шариш

## Швейцарія
- Genève Женева/Женева
- Lausanne Лозанна /Лозанна

## Дивись також
- Список європейських екзонімів